# Nagajka
Nagajka  (rusko нага́йка, izgovor [nɐˈɡajkə]) je kratek, debel bič z okroglim prerezom, ki so ga uporabljali Kozaki. Izvira od Nogajev, od tod tudi ime »nogajka« ali »nogajski bič«. Pravijo mu  tudi kamča (камча, iz turške besede »kamci« za bič). Tako imenujejo tudi kratke biče srednjeazijskega izvora. Nagaika je iz prepletenih trakov usnja. Bič ima lahko tudi kovinsko konico.
Glavni namen nagajke je bil prvotno krotenje konj. Za obrambo pred volkovi so uporabili nagajke s kovinskim koncem. Po Pojasnjevalnem slovarju živega ruskega jezika Vladimirja Dalja so te vrste nagajko imenovali volkoboj (волкобой, »ubijalec volkov«).
V sodobnem času so opisi vojaške uporabe nagajke p onavadi mitologizirani, v preteklosti pa je bila glavna in prevladujoča uporaba pri jahanju. Hkrati je bilo znano, da so nagajko uporabljali proti neoboroženim ljudem, na primer za telesno kaznovanje ali za razganjanje demonstracij (npr. med ruskimi revolucijami ), tako da je kozak z nagajko postal simbol za carstvo in za zatiranje.
Leta 2005 so se Kozaki reformirali in se poleg drugega tradicionalnega orožja oborožili z nagaikami. Leta 2014 so kozaki z nagajkami in poprovim sprejem napadli članice skupine Pussy Riot med protestom.

## Galerija
- Orenburški kozak z bičem v roki
- [Kozaki na pohodu.Pri nekaterih je videti nagajko.
- Kalmiška biča "malia" in "tašmg"
- Vrsta kalmiške enakomerno in tesno spletene nagajke
- Nagajka kubanskih in tereških Kozakov